# Eric Braeden
Pour les articles homonymes, voir Braeden.
 (juillet 2022).
Si vous disposez d'ouvrages ou d'articles de référence ou si vous connaissez des sites web de qualité traitant du thème abordé ici, merci de compléter l'article en donnant les références utiles à sa vérifiabilité et en les liant à la section « Notes et références ».
Hans-Jörg Gudegast, dit Eric Braeden, né le 3 avril 1941 à Bredenbek (Allemagne) est un acteur allemand naturalisé américain en 1959.
Il est connu internationalement pour son rôle de Victor Newman, dans le soap-opéra Les Feux de l'amour, qu'il joue depuis 1980.

## Biographie

### Débuts
Il est né à Bredenbek près de Kiel en Allemagne et a émigré aux États-Unis en 1959. Il est citoyen américain depuis des décennies et il se considère être un citoyen loyal tant de l'Allemagne que des États-Unis.

### Carrière
Il est connu pour des rôles dans des films comme Titanic de James Cameron, où il joue le rôle de John Jacob Astor IV, ou un informaticien inquiétant dans Le Cerveau d'acier, ainsi que dans Les Évadés de la planète des singes où il incarne le Dr Otto Hasslein. Il est également connu pour avoir joué le rôle de Bruno Von Stickel, pilote de courses qui pilotait une Lancia Scorpion dans le film La Coccinelle à Monte Carlo
À la télévision, il a interprété le Capitaine Dietrich dans la série américaine Commando du désert (Rat Patrol) en 1966.
Il est cependant mieux connu pour sa prestation quotidienne dans Les Feux de l'amour depuis 1980, récipiendaire de plusieurs Emmy Awards, où il incarne le rôle du magnat Victor Newman. Il est l'une des très rares stars de soap opera à désormais avoir son étoile sur Hollywood Boulevard depuis 2007. Aujourd'hui il est reconnu par le monde du cinéma et de la télévision, au point d'être comparé aux acteurs issus de l'Actors Studios tels que Marlon Brando, Robert de Niro et Al Pacino.
Le 19 octobre 2009, Eric Braeden annonce qu'il quitte Les Feux de l'amour après 30 ans de tournage dans le rôle de Victor Newman. Sa dernière apparition dans le feuilleton est diffusée le 2 novembre 2009 sur la chaîne américaine CBS.
Mais le 23 octobre 2009, CBS annonce qu'Eric Braeden a signé un nouveau contrat de trois ans avec Sony afin de reprendre son rôle dans ce feuilleton. Eric Braeden réapparaît dans Les Feux de l'amour le 15 janvier 2010 aux États-Unis. Cette absence qui a duré deux mois correspond en France aux épisodes diffusés du 21 mai au 30 juillet 2013 sur TF1.
Il a parfois gardé son prénom de naissance pour incarner des rôles dans des séries.

## Vie privée

### Relations et enfants
Braeden a épousé Dale Russell en 1966, qu'il avait rencontrée à l'université. De cette union sont nés plusieurs enfants dont Christian Gudegast, scénariste et réalisateur du film Criminal Squad.

### Problèmes de santé
Le 22 avril 2023, Eric Braeden annonce dans une vidéo de treize minutes souffrir d'un cancer de la prostate.
Le 14 août 2023, l'acteur annonce dans une nouvelle vidéo qu'il est en rémission depuis trois jours, son état de santé s'étant amélioré et il ne présente plus aucun signe de la maladie, mais attend d'autres examens pour savoir si les cellules cancéreuses ne sont pas propagées à d'autres organes.

## Filmographie

### Cinéma
- 1967 : Casino Royale de Val Guest : Joueur de Baccara (jeu) à la gauche de Peter Sellers
- 1968 : Dayton's Devils de Jack Shea : Max Eikhart
- 1969 : Les Cent Fusils (100 Rifles) de Tom Gries : Lt. Franz Von Klemme
- 1970 : Le Cerveau d'acier (Colossus: The Forbin Project) de Joseph Sargent : Le docteur Forbin
- 1971 : Les Évadés de la planète des singes (Escape from the planet of the Apes) de Don Taylor : Dr Otto Hasslein
- 1973 : Lady Ice (en) de Tom Gries : Peter Brinker
- 1973 : The Adulteress (en) de Norbert Meisel : Hank Baron
- 1974 : Haute Tension (The Ultimate Thrill) de Robert Butler : Roland Parlay
- 1977 : La Coccinelle à Monte-Carlo (Herbie goes to Monte-Carlo) de Vincent McEveety : Bruno Von Stickle
- 1990 : L'Ambulance (The Ambulance) de Larry Cohen : Le docteur
- 1997 : Titanic de James Cameron : John Jacob Astor IV
- 1998 : Meet the Deedles de Steve Boyum : Elton Deedle
- 1999 : The Titanic Chronicles de Wayne Keeley : J. Bruce Ismay
- 2008 : The Man Who Came Back de Glen Pitre : Reese Paxton
- 2018 : Criminal Squad (Den of Thieves) de Christian Gudegast : Ziggy Zerhusen

### Télévision
- 1962-1964 : Combat ! : Un soldat allemand
- 1966 : Le Virginien (The Virginian) : Augustin
- 1966-1967 : Mission impossible : Andrei Fetyakov
- 1966-1968 : Commando du désert (Rat Patrol) : Capt. Hans Dietrich
- 1969 : Honeymoon with a stranger (Téléfilm) : Frederico Caprio
- 1969, 1970 et 1973 : Hawaï police d'État (Hawaii five O) : Djebara / Klaus Marburg / Dr Paul Farrar
- 1970 et 1974 : Sur la piste du crime (The F.B.I.) : Becker
- 1970 : Le Masque de Sheba (The Mask of Sheba) (Téléfilm) : Dr Roan Morgan
- 1971 : Mannix : Viktor Gruniev
- 1971 et 1974 : Gunsmoke : Jack Sinclair
- 1972 : The Judge and Jake Wyler (en) (Téléfilm) : Anton Granicek
- 1972 et 1974 : Docteur Marcus Welby (Marcus Welby M.D.) : Le pasteur Goodleigh
- 1973 - 1975 : Barnaby Jones : Hans
- 1973 : Un shérif à New York : Ravik
- 1973 : Death Race (Téléfilm) : Stoeffer
- 1973 : L'Homme qui valait trois milliards : Vin, vacances et vahinés (Téléfilm) : Arlen Findletter
- 1974 : Banacek : Paul Bolitho
- 1975 et 1978 : Wonder Woman : Capitaine Drangel
- 1975 : Matt Helm : Forbes
- 1975 : Death Scream (en) (Téléfilm) : Kosinsky
- 1976 : Cannon : Carl Bruckner
- 1976 : Bronk : Briscoe
- 1977 : Switch : Franz Hausner
- 1977 : Code Name: Diamond Head (en) (Téléfilm) : Ernest Graeber
- 1977 : Kojak : Kanneth Krug
- 1978 : L'Homme qui valait trois milliards (série TV), saison 5 épisode 12 : Viktor Cheraskin
- 1979 : Vegas : Arthur Rollins
- 1979 : CHiPs : Sénateur Larwin
- 1980 : The Aliens Are Coming (Téléfilm) : Leonard Nero
- Depuis 1980 : Les Feux de l'amour : Victor Newman
- 1981 : Drôles de dames (Charlie's Angels) : John Reardon
- 1986 : Arabesque (Murder She Wrote) : Col. Gerhardt Brunner
- 1986 : Supercopter (Airwolf) : Nick Kincaid
- 1990 : Poker d'amour à Las Vegas (Lucky Chances) (Mini-série) : Dimitri Stanislopolous
- 1993 : Perry Mason : Les dames de cœur
- 1994 : Une nounou d'enfer (The Nanny) : Frank Bradley
- 1999 : Amour, Gloire et Beauté (The Bold and the Beautiful) : Victor Newman
- 2004 : La Star de la famille : Lance Taylor
- 2008 : How I Met Your Mother : Le (1er) père de Robin Scherbatsky

## Distinctions

### Nominations
- 1986 : Soap Opera Digest Awards du meilleur acteur dans une série télévisée dramatique pour Les Feux de l'amour (1980-) pour le rôle de Victor Newman.
- Daytime Emmy Awards 1987 : Meilleur acteur dans une série télévisée dramatique pour Les Feux de l'amour (1980-) pour le rôle de Victor Newman.
- 1988 : Soap Opera Digest Awards du meilleur acteur dans une série télévisée dramatique pour Les Feux de l'amour (1980-) pour le rôle de Victor Newman.
- Daytime Emmy Awards 1990 : Meilleur acteur dans une série télévisée dramatique pour Les Feux de l'amour (1980-) pour le rôle de Victor Newman.
- 1990 : Soap Opera Digest Awards du meilleur acteur dans une série télévisée dramatique pour Les Feux de l'amour (1980-) pour le rôle de Victor Newman.
- 1991 : Soap Opera Digest Awards du meilleur acteur dans une série télévisée dramatique pour Les Feux de l'amour (1980-) pour le rôle de Victor Newman.
- 1993 : Soap Opera Digest Awards du meilleur acteur dans une série télévisée dramatique pour Les Feux de l'amour (1980-) pour le rôle de Victor Newman.
- 1994 : Soap Opera Digest Awards du meilleur acteur dans une série télévisée dramatique pour Les Feux de l'amour (1980-) pour le rôle de Victor Newman.
- Daytime Emmy Awards 1996 : Meilleur acteur dans une série télévisée dramatique pour Les Feux de l'amour (1980-) pour le rôle de Victor Newman.
- Daytime Emmy Awards 1997 : Meilleur acteur dans une série télévisée dramatique pour Les Feux de l'amour (1980-) pour le rôle de Victor Newman.
- 1999 : Soap Opera Digest Awards du meilleur acteur dans une série télévisée dramatique pour Les Feux de l'amour (1980-) pour le rôle de Victor Newman.
- Daytime Emmy Awards 1999 : Meilleur acteur dans une série télévisée dramatique pour Les Feux de l'amour (1980-) pour le rôle de Victor Newman.
- 2000 : Soap Opera Digest Awards du meilleur acteur dans une série télévisée dramatique pour Les Feux de l'amour (1980-) pour le rôle de Victor Newman.
- Daytime Emmy Awards 2000 : Meilleur acteur dans une série télévisée dramatique pour Les Feux de l'amour (1980-) pour le rôle de Victor Newman.
- 2002 : Daytime Emmy Awards du meilleur couple partagé avec Melody Thomas Scott dans une série télévisée pour Les Feux de l'amour (1973-).
- 2003 : Online Film & Television Association du meilleur acteur dans une série télévisée dramatique pour Les Feux de l'amour (1980-) pour le rôle de Victor Newman.
- Daytime Emmy Awards 2004 : Meilleur acteur dans une série télévisée dramatique pour Les Feux de l'amour (1980-) pour le rôle de Victor Newman.
- 2005 : Soap Opera Digest Awards du meilleur acteur dans une série télévisée dramatique pour Les Feux de l'amour (1980-) pour le rôle de Victor Newman.
- 2008 : Online Film & Television Association du meilleur acteur dans une série télévisée dramatique pour Les Feux de l'amour (1980-) pour le rôle de Victor Newman.
- 2020 : Soap Hub Awards de la star des médias sociaux préférée.

### Récompenses
- 1989 : Soap Opera Digest Awards du meilleur acteur dans une série télévisée dramatique pour Les Feux de l'amour (1980-) pour le rôle de Victor Newman.
- 1992 : People's Choice Awards du meilleur acteur dans une série télévisée dramatique pour Les Feux de l'amour (1980-) pour le rôle de Victor Newman.
- 1997 : Soap Opera Digest Awards du meilleur acteur dans une série télévisée dramatique pour Les Feux de l'amour (1980-) pour le rôle de Victor Newman.
- Daytime Emmy Awards 1998 : Meilleur acteur dans une série télévisée dramatique pour Les Feux de l'amour (1980-) pour le rôle de Victor Newman.
- 2001 : Soap Opera Digest Awards du meilleur acteur dans une série télévisée dramatique pour Les Feux de l'amour (1980-) pour le rôle de Victor Newman.
- 2020 : Soap Hub Awards de l'acteur préféré dans une série télévisée dramatique pour Les Feux de l'amour (1980-) pour le rôle de Victor Newman.
- 2021 : Soap Hub Awards de l'acteur préféré dans une série télévisée dramatique pour Les Feux de l'amour (1980-) pour le rôle de Victor Newman.

## Voix françaises
- Hervé Bellon dans :
  - Les Feux de l'amour (série télévisée)
  - Poker d'amour à Las Vegas (mini-série)
  - Diagnostic : Meurtre (série télévisée)
  - Une nounou d'enfer (série télévisée)
  - Titanic
  - Amour, gloire et beauté (série télévisée)
  - La Star de la famille (série télévisée)
  - How I Met Your Mother (série télévisée)
  - Criminal Squad

et aussi
- Jean-François Calvé (*1925 - 2014) dans Les Cent Fusils
- Jacques Thébault (*1924 - 2015) dans Le Cerveau d'acier
- Georges Poujouly (*1940 - 2000) dans Le Masque de Sheba (téléfilm)
- Gabriel Cattand (*1923 - 1997) dans Les Évadés de la planète des singes
- Denis Savignat (*1937 - 1998) dans Haute Tension
- Hans Verner (*1924 - 1990) dans La Coccinelle à Monte-Carlo
- Daniel Sarky (*1943 - 1999) dans L'Ambulance
- Antoine Tomé dans Amour, Gloire et Beauté